# Asson
 Asson ist eine französische Gemeinde mit 1997 Einwohnern (Stand 1. Januar 2022) im Département Pyrénées-Atlantiques in der Region Nouvelle-Aquitaine. Sie gehört zum Arrondissement Pau und zum Kanton Ouzom, Gave et Rives du Neez (bis 2015: Kanton Nay-Ouest).

## Geographie
Nachbargemeinden von Asson sind:
- Nay und Arros-de-Nay im Norden,
- Arthez-d’Asson, Louvie-Juzon und Bruges-Capbis-Mifaget im Westen,
- Saint-Pé-de-Bigorre, Igon und Lestelle-Bétharram im Osten,
- Salles und Ferrières im Süden.

Ortsteile von Asson sind Abère, Arroude, Les Crabes, Les Ganiteros, Gazot, Labat, Lalanne, Lartigue, Pé de Hourat, Péré, Prat und Rampana. Der Gemeindehauptort liegt am linken Ufer des Flusses Ouzom.

## Bevölkerungsentwicklung
| Jahr      | 1962 | 1968 | 1975 | 1982 | 1990 | 1999 | 2007 |
| Einwohner | 1506 | 1527 | 1676 | 1644 | 1652 | 1771 | 1875 |

## Sehenswürdigkeiten
- Gewächshaus in Lalanne aus Metall aus dem Jahr 1900 (Monument historique)
- Triptychon in der Kirche (Monument historique)
- Höhlen von Bétharram
- Zoo d’Asson